# Verchnjaja Uftjuga
Verchnjaja Uftjuga (in lingua russa Верхняя Уфтюга) è una città situata in Russia, nell'Oblast' di Arcangelo, più precisamente nel Krasnoborskij rajon.